# Lombardenkrieg
Der Lombardenkrieg war ein Bürgerkrieg in den Königreichen Jerusalem und Zypern im 13. Jahrhundert. Er wurde von dem einheimischen Feudaladel dieser Länder unter der Führung des Hauses Ibelin gegen die von Kaiser Friedrich II. beanspruchte Regierung ausgetragen und nahm dabei den Charakter eines Verfassungskonflikts an.
Im Kern handelte es sich bei dieser Auseinandersetzung um einen Konflikt zweier gegensätzlicher Gesellschaftsordnungen. Einer vom Kaiser bereits in seinem Königreich Sizilien praktizierten zentralistisch-monarchischen Allgewalt auf der einen Seite, gegenüber der traditionellen und fest etablierten Feudalordnung der Kreuzfahrerstaaten auf der anderen Seite, welcher der Gesamtheit der Vasallen, die im so genannten Haute Cour vertreten waren, ein Mitspracherecht in der Regierung und Rechtsprechung des Landes neben dem Souverän einräumte.
Der aus der Lombardei stammende Ibelin-Anhänger Philipp von Novara verglich in seiner Chronik diesen Konflikt mit dem gleichzeitig stattfindenden Kampf seiner Heimat gegen den Kaiser, womit er dem Konflikt in der Levante seinen Namen gab. Das Synonym „Lombarden“ bzw. „Longobarden“ verwendete Novara hier allerdings als Umschreibung für die Anhänger der kaiserlichen Partei, während der italienische Lombardenbund tatsächlich in Feindschaft zum Kaiser stand.

## Ursache
Im Jahr 1225 hatte Kaiser Friedrich II. die noch unmündige Königin Isabella II. von Jerusalem geheiratet und für sie die Regentschaft im Königreich Jerusalem übernommen. Der Kaiser war schon seit Jahren mit der Vorbereitung eines Kreuzzuges beschäftigt, indem er Jerusalem von den Muslimen zurückerobern wollte, gleichzeitig beabsichtigte er mit seinem persönlichen Erscheinen in Outremer die politischen Verhältnisse dort in seinem Sinne zu regeln. Die Sache verkomplizierte sich jedoch aufgrund zweier Ereignisse. In seinem jüngst ausgebrochenen Konflikt mit dem Papst wurde der Kaiser 1227 durch Exkommunikation aus der Christengemeinde ausgestoßen, weiterhin starb im April 1228 Königin Isabella II. im Kindbett, worauf deren Sohn Konrad II. der nominelle König von Jerusalem wurde. Da der aber noch ein Säugling war, musste nun für ihn eine adäquate Vormundschaftsregierung eingerichtet werden. Als Vater des Königs beanspruchte Kaiser Friedrich II. aus reinem Selbstverständnis die Weiterführung der Regierung im Königreich Jerusalem, dessen im Ratsgremium des Haute Cour vertretenen Feudalherren allerdings Zweifel an der Legitimität dieser Ordnung äußerten, wonach ein Gebannter nicht über das Königreich regieren könne. Infolgedessen setzten die Barone den vom Kaiser 1227 eingesetzten Statthalter (Bailli) Thomas von Aquino ab und setzten mit Odo von Montbéliard einen einheimischen Baron in dieses Amt ein.
Ähnlich wie in dem festländischen Königreich Jerusalem gestaltete sich die Lage im Königreich Zypern. Kaiser Friedrich II. beanspruchte dort ebenfalls die Ausübung der Regentschaft, für den unmündigen König Heinrich I., da dieses Königreich ein feudum (Lehen) des Reichs war. Tatsächlich aber regierte auf Zypern der Baron Johann „der Alte“ von Ibelin, der dabei die Unterstützung seiner im Haute Cour vertretenen Standesgenossen besaß, ohne aber je vom Kaiser anerkannt worden zu sein. Als Herr von Beirut war Ibelin auch im Königreich Jerusalem ein mächtiger Fürst.
Im Juli 1228 stach der Kaiser, trotz seiner Bannung, mit seinem Kreuzfahrerheer Richtung Levante in See (Kreuzzug Friedrichs II.). Auf Zypern angekommen erzwang er vom alten Ibelin die Aufgabe der Regentschaft, die er vorläufig selbst übernahm. Anschließend setzte der Kaiser mit seinem Heer, dem sich die zypriotische Ritterschaft hat anschließen müssen, auf das Festland über. Nach einem diplomatischen Ränkespiel mit dem Sultan von Ägypten, al-Kamil Muhammad, konnte er im Februar 1229 mit diesem in Jaffa einen Frieden zwischen Christen und Muslimen aushandeln, der unter anderem die Rückgabe der Stadt Jerusalem an die Christen beinhaltete. In der heiligen Stadt krönte sich der Kaiser selbst mit der Krone Jerusalems, was allerdings zu neuerlichen Verdruss unter den einheimischen Baronen führte, da ihr rechtmäßiger König noch immer Konrad II. war. Außerdem war der Kaiser immer noch gebannt und sein Betreten hatte die Verhängung des Interdikts über Jerusalem durch den lateinischen Patriarchen zur Folge gehabt, weshalb der Selbstkrönung von Seiten der Barone keinerlei Anerkennung als Akt zur Herrschaftslegitimierung entgegengebracht wurde. Doch solange er noch im Land anwesend war bestimmte weiter der Kaiser das Geschehen. Noch vor seiner Abreise in seine apulische Heimat im Mai 1229 setzte er Odo von Montbéliard als Bailli ab und betraute dieses Amt an die einheimischen, aber ihm gesinnten, Balian von Sidon und Garnier l’Aleman. Auf Zypern setzte er einen fünfköpfigen Regentschaftsrat unter der Führung des Amalrich Barlais ein, der ein alter Ibelin-Feind war.

## Erhebung gegen die kaiserliche Herrschaft
Kaum hatte der Kaiser die Insel verlassen, brach der angestaute Unmut über ihn und seine Statthalter aus. Die Mehrheit der Barone Zyperns sprach umgehend den kaiserlichen Regenten ihre Rechtmäßigkeit ab und sammelte sich zum militärischen Widerstand hinter Johann von Ibelin, am 24. Juni 1229 siegten sie in der Schlacht von Nikosia gegen die Kaiserlichen. Barlais verschanzte sich mit der Person König Heinrichs I. in der Burg Dieu d’Amour, wo er ein ganzes Jahr einer Belagerung standhalten, dann aber doch im Sommer 1230 kapitulieren musste. Johann von Ibelin wurde sowohl vom König als auch vom Haute Cour wieder als Regent der Insel anerkannt. Dem Umsturz auf Zypern folgte die Reaktion der kaiserlichen Statthalter im Königreich Jerusalem, Balian von Sidon erklärte das Haus Ibelin des Besitz’ Beiruts für verlustig, was zunächst aber ohne Konsequenzen blieb.
Inzwischen hatten Kaiser Friedrich II. und Papst Gregor IX. im Vertrag von San Germano (9. Juli 1230) ein Einvernehmen gefunden, indem der Kaiser vom Bann befreit und der Vertrag von Jaffa vom Papst anerkannt wurde. Damit wurde der Papst zugleich auch für den kaiserlichen Standpunkt bezüglich der Herrschaftsansprüche im heiligen Land gewonnen. Der Kaiser ernannte darauf seinen Marschall Richard Filangieri zu seinem neuen Statthalter in Outremer, der sich mit einer Flotte und Truppen im Frühjahr 1231 auf den Weg machte. Ibelin konnte eine Anlandung Filangieris an der Küste Zyperns verhindern, der darauf aber weiter nach Tyrus segelte und dort vom Haute Cour zunächst auch als stellvertretender Regent Jerusalems anerkannt wurde.
Dann aber kam es auch auf dem Festland zu einem Umschwung, als Filangieri gegen Beirut marschierte, um die Stadt des größten Kaiserfeindes zu beschlagnahmen. Er konnte die Unterstadt besetzen, aber Ibelins ältester Sohn, Balian, verschanzte sich in der Burg so gut, dass er fast ein Jahr lang für einen Entsatz ausharren konnte. Der Unmut über die Missachtung der rechtsprechenden Autorität des Haute Cour durch Filangieri führte umgehend zur Bildung einer Fronde gegen ihn, denn ohne die ausdrückliche Zustimmung des Haute Cour durfte keinem Baron des Königreichs sein Besitzes entzogen werden. Selbst die zuvor kaiserlich gesinnten Balian von Sidon und Odo von Montbéliard wechselten nun auf die Seite der Opposition über, die ihren Sitz in Akkon nahm. In dieser Stadt selbst bildete die führende Bürgerschaft eine autonome Kommune, die sich wie ihre lombardischen Vorbilder Norditaliens gegen den Kaiser positionierte.

## Kämpfe
Im Frühjahr 1232 landete Ibelin mit der gesamten Ritterschaft Zyperns, einschließlich des Königs, südlich von Tripolis am Festland an. Zunächst befreite er Beirut von der Belagerung um anschließend nach Akkon zu ziehen, dem Hauptstützpunkt der oppositionellen Barone. Nach seinem Einzug unter dem Jubel der Bevölkerung wurde er nun auch von den Baronen Jerusalems förmlich als ihr Anführer anerkannt. Als weiteres wichtiges Anliegen zur Stärkung ihrer Sache realisierte Ibelin ein formelles Bündnis des Adels mit der Kommune von Akkon, das sich in seiner Wahl durch den Cour des Bourgeois zum Bürgermeister der Stadt niederschlug. Damit begründete er zugleich die faktische Hauptstadtstellung von Akkon, die bis zum Ende des Königreichs 1291 bestehen blieb. Weiterhin stellte sich der Orden der Tempelritter auf die Seite der Opposition, während die Johanniter und Deutschritter der kaiserlichen Sache treu blieben.
Während dieser Vorgänge suchte Filangieri die Wehrunfähigkeit Zyperns zu nutzen und entsandte Amalrich Barlais mit einem Heer auf die Insel, der sie mit Verheerungen überzog und eine Burg nach der anderen eroberte. Ibelin suchte sofort eine Entscheidung und ließ sein Heer unter der Führung seines Neffen, Johann, gegen den Hauptort der Kaiserlichen, Tyrus, marschieren. Doch am 2. Mai 1232 wurde das Heer bei Casal Imbert von dem entgegen ziehenden Filangieri überrascht und in die Flucht geschlagen. Johanns von Ibelin und der ihn begleitende König Heinrich konnten der Gefangenschaft nur knapp durch ihre Flucht nach Akkon entgehen. Filangieri fühlte sich durch seinen Sieg nun stark genug um Zypern endgültig zu unterwerfen und setzte mit seinen Truppen ebenfalls auf die Insel über. Der alte Ibelin aber gewann die Unterstützung der Genuesen für sich, die nach der Gewährung großzügiger Handelsprivilegien auf Zypern ihre Schiffe für den Rücktransport des Heeres auf die Insel zur Verfügung stellten.
Noch im Mai 1232 fuhr Ibelin im Hafen von Famagusta ein und wandte sich sofort gegen das kaiserliche Heer, das gerade die Burg Dieu d’Amour belagerte, wo sich die Schwestern des Königs verschanzt hatten. Filangieri wurde von seinem Herannahen gewarnt, weshalb dieser ihm sein Heer entgegenschicken konnte. Dennoch errangen die Ibelins und ihre Gefolgsmänner am 15. Juni 1232 in der Schlacht bei Agridi einen vollständigen Sieg über die Kaiserlichen, Barlais floh nach Kilikien und Filangieri verschanzte sich in der Burg von Kyrenia. Kurz darauf legte Ibelin seine Regentschaft auf Zypern nieder, die nun der mündig gewordene König Heinrich I. persönlich übernehmen konnte. Im April 1233 wurde schließlich mit Kyrenia die letzte von den Kaiserlichen gehaltene Burg eingenommen und damit die Herrschaft Kaiser Friedrichs II. in Zypern endgültig beendet, Filangieri gelang allerdings die Flucht nach Tyrus.

## Stagnation und Kreuzzug
In den folgenden Jahren kamen die Kämpfe weitgehend zum Erliegen, und die Konfliktparteien richteten sich in ihrem Positionen ein. Abgesehen von der Stadt Jerusalem und den mit ihnen verbündeten Ritterorden konnten sich die Kaiserlichen um Filangieri nur in Tyrus halten, waren darüber hinaus aber von den restlichen christlichen Territorien isoliert, zumal sich Antiochia, Tripolis und Kleinarmenien in diesem Konflikt neutral verhielten. Die Barone Jerusalems aber bildeten in Akkon eine eigenständige Regierung mit Odo von Montbéliard als Regenten im Namen König Konrads. Ihr wahrer Anführer aber blieb der alte Johann von Ibelin, der nach seiner Rückkehr in der Stadt im Juni 1233 erneut zum Bürgermeister gewählt wurde. Im August 1234 traf Erzbischof Theodericus von Ravenna als päpstlicher Legat in Akkon ein, mit dem Auftrag die Barone wieder unter die Autorität des Kaisers zu führen. Als ihm dies nicht gelang, sprach er über die Ibelins und deren Anhänger die Exkommunikation aus und belegte Akkon mit dem Interdikt. Diese Maßnahmen wurden allerdings schon im September 1235 wieder zurückgenommen, aber auch weitere päpstliche Vermittlungen blieben aufgrund der Kompromisslosigkeit beider Seiten ohne Ergebnis.
Im Februar 1236 starb der alte Herr Johann von Ibelin, die Führung der Barone übernahmen seine vier Söhne, von denen die beiden älteren ihm zugleich auch in seinen Besitzungen in Jerusalem nachfolgten, während die zwei jüngeren im Dienst des Königs von Zypern blieben. Gegenüber dem Papst verbesserte sich die Position der Barone, nachdem der Kaiser im Mai 1239 erneut gebannt wurde und nun in einen langjährigen Konflikt mit der Kirche geriet. Im August des gleichen Jahres endete der im Vertrag von Jaffa ausgehandelte Frieden mit den Muslimen, allerdings traf im September des Jahres der Kreuzzug der Barone unter der Führung des Theobald von Champagne in Akkon ein. Trotz einer schweren Niederlage in der Schlacht von Gaza konnte durch diplomatisches Lavieren zwischen den Ayyubiden-Fürsten der Kreuzzug zu einem erfolgreichen Ende geführt werden, indem für die Christen die größten Landgewinne seit 1187 zu Buche standen. Allerdings hatte dieser Erfolg keinen inneren Frieden unter den Christen zur Folge, zumal sich in dem Kreuzzug die Gegensätzlichkeiten des Lombardenkrieges widerspiegelten. Konnten die Barone Akkons noch auf den Kreuzzug Theobalds den dominierenden Einfluss ausüben, so stand der ihm anschließende Kreuzzug des Richard von Cornwall eher der kaiserlichen Sache näher. So hatte dieser unter anderem die zurück gewonnene Burg Askalon an einen Vertreter der kaisertreuen Sache übergeben.
Allerdings versuchten die oppositionellen Barone wie auch der Klerus des Landes den Kreuzzug auch für eine diplomatische Lösung des Konfliktes zu nutzen. Sie richteten sich im Mai 1241 schriftlich an Kaiser Friedrich II. um bei ihm die Einsetzung des Simon de Montfort als Regenten des Landes zu erbitten. Sie glaubten in ihm einen für sie und den Kaiser akzeptablen Kompromisskandidaten gefunden zu haben, da er nicht vom Papst gebannt und zudem noch mit dem Kaiser verschwägert war. Außerdem hatte Montfort im heiligen Land mit seinem ansässig gewordenen Vetter Philipp von Montfort einen starken familiären Rückhalt. Der Kaiser lehnte dieses Ansinnen aber ab und hielt weiter an seiner Regentschaft fest, womit eine militärische Lösung des Konflikts unausweichlich wurde.

## Kriegsende
Nachdem der Kreuzzug beendet war, bahnte sich 1241 die Entscheidung im Lombardenkrieg an, als die Templer im Verbund mit der Kommune die Hospitaliter im Stadtkastell von Akkon belagerten. Richard Filangieri sah die Gelegenheit, bei einem Entsatz für die Hospitaliter gleichzeitig die Einnahme von Akkon bewerkstelligen zu können, scheiterte damit aber an der starken Stadtverteidigung. Kurz nach dieser Niederlage wurde Filangieri vom Kaiser nach Italien zurückbefohlen, er ließ allerdings seinen Bruder Lothar als Kommandant von Tyrus zurück. Bei seiner Abreise erlitt er allerdings bei starkem Wellengang Schiffbruch an der Küste Palästinas und geriet in die Gefangenschaft der dortigen Barone. Im Frühjahr 1242 ernannte der Kaiser erneut Thomas von Aquino zu seinem Bailli in Outremer, während Filangieri in Ketten an dessen Hof zurückgesandt wurde.
Kurz darauf erreichte der junge König Konrad II. das Mündigkeitsalter, womit für diesen nun keine formelle Regentschaft mehr vonnöten war. Auf einem Konzil des Haute Cour in Akkon am 5. Juni 1242 erklärten die Barone deshalb jede vom Kaiser ernannte Regentschaft für illegitim. Und da sie Konrad nicht den Lehnseid ablegen konnten, weil dieser nicht persönlich in seinem Königreich erschien, sollte die zukünftige Regentschaft aus den Reihen des Haute Cour bestimmt werden. Der einigte sich auf die zypriotische Königswitwe Alice von Champagne als neue Regentin, die selber eine Tochter der Königin Isabella I. und die nächste Anverwandte des Königs Konrad war. Anschließend nahmen die Ibelins die Belagerung von Tyrus auf, das Lothar Filangieri im Juli 1243 aufgeben musste. Thomas von Aquino reiste unverrichteter Dinge nach Italien ab.
Damit endete faktisch die Herrschaft der Staufer im Königreich Jerusalem, wenngleich Konrad und nach ihm dessen Sohn Konradin weiter die nominellen Könige des Landes blieben. Die Regierung wurde nun von den Baronen des Landes in deren Namen wahrgenommen, bis der letzte Staufer 1268 starb.
Auf Zypern war die Sache der Staufer schon seit deren Niederlage in der Schlacht bei Agridi 1232 gescheitert, König Heinrich I. führte seitdem persönlich die Regierung, wenn auch unter der Mitbeteiligung seiner Barone im Haute Cour. Im Jahr 1247 löste der Papst auf dem Konzil von Lyon das Königreich Zypern aus der Vasallität zum heiligen römischen Reich und damit auch aus jeder Verpflichtung dem Kaiser gegenüber.